# 小倉連隊区
小倉連隊区（こくられんたいく）は、大日本帝国陸軍の連隊区の一つ。前身は小倉大隊区である。福岡県・大分県・山口県の一部の徴兵・召集等兵事事務を取り扱った。実務は小倉連隊区司令部が執行した。1941年（昭和16年）、福岡連隊区に統合され廃止された。

## 沿革
1888年（明治21年）5月14日、大隊区司令部条例（明治21年勅令第29号）によって小倉大隊区が設けられ、陸軍管区表（明治21年勅令第32号）により福岡県・大分県の一部が管轄区域に定められた。第6師管第12旅管に属した。
1890年（明治23年）5月20日、大分大隊区が設置されたことにより、管轄区域の大幅な変更が行われた。
1896年（明治29年）4月1日、小倉大隊区は連隊区司令部条例（明治29年勅令第56号）によって連隊区に改組され、旅管が廃止となり第12師管に属した。
1903年（明治36年）2月14日、陸軍管区表が改正され、再び旅管が採用され連隊区は第12師管第12旅管に属し、管轄区域の変更が行われた。
日本陸軍の内地19個師団体制に対応するため陸軍管区表が改正（明治40年9月17日軍令陸第3号）となり、1907年10月1日、中津連隊区が新設され管轄区域を変更し、第12師管第35旅管に属した。
1925年（大正14年）4月6日、日本陸軍の第三次軍備整理に伴い陸軍管区表が改正（大正14年軍令陸第2号）され、同年5月1日、旅管は廃され引き続き第12師管の所属となり、中津連隊区の廃止などで管轄区域が変更された。
1940年（昭和15年）8月1日、小倉連隊区は西部軍管区久留米師管に属することとなった。1941年11月1日、小倉連隊区が廃止され、その旧管轄区域は福岡連隊区に編入された。

## 管轄区域の変遷
1888年5月14日、陸軍管区表（明治21年勅令第32号）が制定され、小倉大隊区の管轄区域は次のとおり定められた。
- 福岡県

企救郡・京都郡・仲津郡・築城郡・上毛郡・田川郡
- 大分県

西国東郡・東国東郡・速見郡・大分郡・玖珠郡・日田郡・下毛郡・宇佐郡
1890年5月20日、大分大隊区が設置されたことに伴い、次のとおり管轄区域が変更された。大分大隊区へ西国東郡・東国東郡・速見郡・大分郡を移管した。また、福岡大隊区から遠賀郡を、山口大隊区から赤間関市・豊浦郡を編入した。
- 福岡県

遠賀郡・企救郡・京都郡・仲津郡・築城郡・上毛郡・田川郡
- 大分県

玖珠郡・日田郡・下毛郡・宇佐郡
- 山口県

赤間関市・豊浦郡
1896年4月1日、連隊区へ改組された際に管轄区域の変更はなかったが、郡制施行による郡の統廃合により陸軍管区表が改正（明治29年12月4日勅令第381号）され、1897年（明治30年）4月1日に福岡県区域の京都郡・仲津郡を京都郡に、築城郡・上毛郡を築上郡に変更した。
1903年2月14日、管轄区域が次のとおり変更された。福岡県小倉市・門司市を加え、山口県赤間関市を下関市に変更した。また、福岡県鞍手郡・嘉穂郡・朝倉郡・浮羽郡を福岡連隊区から編入した。
- 福岡県

小倉市・門司市・遠賀郡・鞍手郡・嘉穂郡・朝倉郡・浮羽郡・企救郡・田川郡・京都郡・築上郡
- 大分県

玖珠郡・日田郡・下毛郡・宇佐郡
- 山口県

下関市・豊浦郡
1907年10月1日、中津連隊区などが新設されたことに伴い、管轄区域を次のとおり変更した。福岡県宗像郡を福岡連隊区から編入した。また、福岡県区域の朝倉郡を福岡連隊区へ、浮羽郡を久留米連隊区へ、京都郡を中津連隊区へ、大分県区域を中津連隊区へ移管した。
- 福岡県

小倉市・門司市・企救郡・田川郡・遠賀郡・鞍手郡・嘉穂郡・宗像郡
- 山口県

下関市・豊浦郡
1913年（大正2年）12月1日、山口県厚狭郡を山口連隊区から編入し、1915年（大正4年）9月13日、若松市を加え、1918年（大正7年）6月1日、八幡市が追加され、1920年（大正9年）8月10日、福岡県宗像郡を福岡連隊区へ移管し、1923年（大正12年）3月31日、山口県宇部市が加えられた。
1925年5月1日、陸軍管区表の改正に伴い、中津連隊区が廃止され、旧中津連隊区から福岡県京都郡・築上郡を編入し、戸畑市を追加した。また、福岡県鞍手郡・嘉穂郡を福岡連隊区へ、山口県宇部市・厚狭郡を山口連隊区へ移管した。変更後の管轄区域は次のとおり。
- 福岡県

小倉市・門司市・若松市・八幡市・戸畑市・企救郡・京都郡・築上郡・田川郡・遠賀郡
- 山口県

下関市・豊浦郡
1941年（昭和16年）4月1日、山口県区域を山口連隊区へ移管した。同年11月1日、小倉連隊区が廃止され、その旧管轄区域は福岡連隊区に編入された。

## 司令官
小倉大隊区
- 中村巨訓 歩兵少佐：1888年5月14日[16] -

小倉連隊区
- 中村巨訓 歩兵中佐：不詳 - 1898年1月20日
- 安藤照 歩兵中佐：1898年1月20日 - 1901年12月1日
- 安藤照 後備歩兵中佐：1901年12月1日 -
- 沢崎正信 歩兵少佐：1902年9月4日 -
- 石川楠次郎 歩兵少佐：1910年10月1日 - 1912年3月8日
- 岩崎初太郎 歩兵中佐：1912年3月8日 - 9月30日
- 伊沢岩平 歩兵中佐：1912年9月30日 - 1915年1月12日
- 牟田悌一 歩兵中佐：1915年1月12日 - 1917年8月6日
- 北村千代太郎 歩兵中佐：1917年8月6日 - 1920年2月21日[17]
- 麦田登 歩兵中佐：1920年2月21日[17] -
- 斎藤瀏 歩兵大佐：不詳 - 1923年8月6日[18]
- 星村市平 歩兵大佐：1923年8月6日[18] -
- 迎専八 歩兵大佐：不詳 - 1932年8月8日[19]
- 中川作二郎 歩兵大佐：1932年8月8日[19] -
- 堀江貞雄 歩兵大佐：不詳 - 1935年8月1日[20]
- 高場損蔵 歩兵大佐：1935年8月1日[20] -
- 山田習三郎 歩兵大佐：1937年3月1日 - 1940年3月9日[21]